# EOS.IO
EOS.IO è un token di criptovaluta e blockchain che opera con una piattaforma di smart contract per il dispiegamento di applicazioni decentralizzate e DAO.
La blockchain di EOS ha lo scopo di diventare un sistema operativo decentralizzato che supporta applicazioni di scala industriale decentralizzate con l'intento di rimuovere completamente le commissioni di transazione comuni a molte criptovalute. Secondo gli ideatori, la piattaforma è già capace gestire milioni di transazioni al secondo, anche se questo aspetto non è stato ancora verificato.

## Storia
La piattaforma EOS.IO, sviluppata dall'azienda block.one, è stata lanciata ufficialmente sulla mainnet il 1º Giugno 2018 con la versione Dawn 1.0.
Block.one è una impresa registrata alle Isole Cayman, che ha incominciato a offrire token EOS al pubblico a giugno 2017 raccogliendo oltre 700 milioni di dollari statunitensi.
Il 6 dicembre 2017, Everipedia, ha annunciato di voler usare la tecnologia blockchain di EOS e di lavorare sul token airdrop chiamato IQ per incoraggiare la generazione di informazioni.
Dawn 1.0 di EOSIO è stato lanciato sulla mainnet EOSIO il 1º giugno 2018 e attualmente funziona con la versione 2.1.0.
Nel settembre 2019, block.one ha accettato di saldare le spese della Securities and Exchange Commission degli Stati Uniti relative all'ICO non registrato di $ 4 miliardi per una sanzione di $ 24 milioni. L'accordo non ha richiesto un'offerta di restituzione, la registrazione di token o alcuna squalifica.